# Kirche von Bjäresjö
Die Kirche von Bjäresjö (schwedisch Bjäresjö kyrka) ist eine spätwikingerzeitliche Kirche in Südschweden. Sie liegt inmitten des Dorfes Bjäresjö nordwestlich von Ystad in Schonen.
St. Laurentius in Bjäresjö zählt zu den ältesten Kirchen Schwedens. Das Langhaus und die Apsis stammen aus der Zeit um 1100 n. Chr. Ihre Größe lässt darauf schließen, dass der kleine Ort einst von Bedeutung gewesen sein muss. Es wird angenommen, dass reiche Landbesitzer das Gebäude finanzierten, weil die Kirche für eine Landkirche ungewöhnlich aufwendig ist.
Der älteste Kirchenschatz ist das Taufbecken, vom Steinmetz Tove (schwedisch Tove stenmästare) im Jahre 1180 erstellt, der auch das Taufbecken in Lyngsjö gestaltete und das in der Gumlösa-Kirche mit den Worten signierte: Tove gierhi („Tove machte mich“). Die Bilder zeigen Szenen aus dem Leben Jesu: seine Geburt, seine Krönung und seine Taufe.
Im Chor und in der Apsis der Kirche wurden mittelalterliche Kalkmalereien von etwa 1220 mit Szenen aus dem Alten und Neuen Testament aufgedeckt. Die Fresken zeigen im Stil byzantinische Einflüsse. Aus dem 14. Jahrhundert stammen die Wandmalereien des Snårestad-Meisters (schwedisch Snårestadsmästaren) im Kirchenschiff.
Im Tympanon des Westportals befindet sich eine Christusdarstellung mit einem Buch mit den griechischen Buchstaben Alpha und Omega.
In der Nähe befand sich das Bjärsjöholms slott und das Hunnestad-Monument.